# François Le Prévost d'Exmes
Ne doit pas être confondu avec François Le Prévost (abbé).
François Le Prévost d'Exmes, né à Exmes le 29 septembre 1729 et mort en septembre 1793 à Paris, est un écrivain, dramaturge et critique littéraire français.

## Biographie
Passé en Lorraine pour entrer dans les gardes du corps de Stanislas, roi de Pologne, François Le Prévost d'Exmes, qui cultivait les lettres avec succès, se fit connaître par une Ode qui obtint une mention honorable à l’Académie de Nancy. Au milieu de la brillante cour de Lunéville, il sentit redoubler son goût pour les lettres et il donna aussi deux pièces écrites avec facilité, les Trois Rivaux (1752) et la Réconciliation (1758), qui furent bien reçues du public. Stanislas en marqua sa satisfaction à l'auteur et le chargea de composer des divertissements pour les fêtes de sa cour. Il envoya une ode à l'Académie de Nancy qui lui accorda une mention honorable. Encouragé par ces essais, il quitta le service et retourna en Normandie, s’y maria et remplit la charge de lieutenant général particulier de la vicomté de Trun. Des chagrins domestiques le déterminèrent à s’établir à Paris où il donna les Thessaliennes aux Italiens. Le cardinal de Rohan lui confia l’administration des revenus d’une abbaye dans l’Artois, mais la perte de crédit de ce prélat dans l’affaire du collier de la reine lui ôta sa place. Il chercha alors à se créer des ressources en rédigeant les Étrennes du Parnasse, en traduisant des ouvrages de l’anglais et en donnant des leçons de langue et d’histoire. Ayant obtenu une place de professeur royal à l’École de chant qui réparait en partie la perte de sa fortune qu’avaient engloutie plusieurs faillites, la Révolution le priva de cette seule ressource et le plongea dans la plus affreuse misère. Naturellement timide, n’osant confier sa détresse à ses plus intimes amis, il se vit contraint en 1793 de se retirer à l’hospice de la Charité où il mourut six ans plus tard.
Auteur d’un grand nombre de compositions dramatiques, quelques ouvrages de critique littéraire, de traductions et de notices biographiques, François Le Prévost d'Exmes a laissé les trois Rivaux, opéra comique ; la nouvelle Réconciliation, comédie en un acte, jouée sur le théâtre de Lunéville ; les Thessaliennes, comédie en trois actes, 1752. Dans son Rosel ou l’Homme heureux, on trouve de sages conseils que donne un homme à son fils. On a encore Vies de Lulli et de Julien-le-Roi, insérées dans le Nécrologe des hommes de lettres, Éléments du Parnasse qu’il rédigea pendant plusieurs années, Trésor de la littérature étrangère qui eut beaucoup de succès et qui aurait mérité d’être continué. Il a également travaillé au Journal des spectacles et composé les paroles d’oratorios pour les concerts spirituels. Il avait également travaillé à une Histoire de la guerre de 1779 de l’empereur d’Autriche contre les Turcs.
La Liberté n’est pas ce qu’un vain peuple pense,

Le droit de déclamer sur tout avec Licence :

Qui ne respecte rien doit tout apprehender ;

De trop de défiance on doit bien se garder.

## Œuvres
- Étrennes du Parnasse. Choix de Poésies, Paris, Couturier, 1782.
- Histoire générale des voyages ; ou Nouvelle collection de toutes les relations de voyages par mer et par terre, qui ont été publiées jusqu’à présent dans les différentes langues de toutes les nations connues, enrichie de cartes géographiques de plans, &c., La Haye, P. DeHondt, 1747-1749.
- La Revue des feuilles de Mr. Fréron : lettres à Madame de, Londres, [s.n.], 1756.
- Le Nouveau Spectateur : ou examen des nouvelles pièces de théâtre, dans lequel on a ajouté les ariettes notées, Genève, Valade, 1770.
- Les Trois Rivaux : opéra comique, Amsterdam, Paris, Cuissart, 1759.
- Lully, musicien, Paris, [s.n.], 1779.
- Réflexions sur le système des nouveaux philosophes, Francfort, [s.n.], 1761.
- Vies des écrivains étrangers, tant anciens que modernes ; accompagnées de divers morceaux de leurs ouvrages, Paris, Veuve Duchesne, 1784.

## Sources
- François-Xavier de Feller, Supplément au dictionnaire historique, Lyon, Méquignon, 1819.
- Édouard Frère, Manuel du bibliographe normand, Rouen, Le Brument, 1860.
- Jean-Chrétien-Ferdinand Hœfer, Nouvelle biographie générale, Paris, Firmin-Didot, 1872, t. xli, p. 11-2.